# Harry Langdon
Harry Langdon (ur. 15 czerwca 1884, zm. 22 grudnia 1944) – amerykański reżyser, aktor, scenarzysta i komik.

## Filmografia
reżyser
- 1927: Three's Crowd
- 1933: The Stage Hand
- 1936: Wise Guys

aktor
- 1924: The Hansom Cabman jako Harry Doolittle
- 1926: Saturday Afternoon jako Harry Higgins
- 1927: His First Flame jako Harry Howells
- 1927: Długie spodnie jako Harry Shelby
- 1930: See America Thirst jako Wally
- 1938: Przygoda we dwoje jako Minister
- 1943: Spotlight Revue jako Oscar

scenarzysta
- 1928: Heart Trouble
- 1938: Sue My Lawyer
- 1938: Zakute łby
- 1939: Flip i Flap w Legii Cudzoziemskiej
- 1940: Wilki Morskie
- 1943: Blonde and Groom

## Wyróżnienia
Posiada swoją gwiazdę na Hollywoodzkiej Alei Gwiazd.